# Devět křížů (muzikál)
Devět křížů je český muzikál, který měl světovou premiéru 24. září 2022 v Městském divadle Brno. Autory muzikálu jsou Robin Schenk, Petr Štěpán a Miroslav Ondra. Příběh muzikálu vypráví starou moravskou legendu o ukrutném činu, který se podle kronik odehrál kolem roku 1540 v malé vísce nedaleko Velké Bíteše. K místu legendy odkazuje lokalita Devět křížů u obce Lesní Hluboké v okrese Brno-venkov, na silnici II/602, nedaleko exitu 168 dálnice D1.

## Děj
Při návratu z trhu v Bíteši statkář z Hlubokého nalezne na cestě tělo bez známek života. Muže odveze k sobě domů, kde se ukáže, že jde o uherského koňského handlíře. Cizinec se jmenuje Luka a díky péči statkáře a jeho rodiny se brzy zotaví. Během svého pobytu se zamiluje do statkářovy dcery Elišky, avšak její otec tento vztah nekompromisně odmítá. Luka Elišku přemluví, aby mu přislíbila věrnost, a odjíždí zpět do Uher s plánem prodat svůj majetek a vrátit se s dostatkem prostředků, aby si ji mohl vzít za ženu.
Čas ale ubíhá a Luka se nevrací. Pod tlakem svého otce a okolí Eliška nakonec svolí ke svatbě s mlynářovým synem. V den její svatby se však Luka náhle objeví zpět v Hlubokém a dozvídá se o chystané veselce. Zlomený žalem a zaslepený vztekem přísahá krutou pomstu. Spolu s hajným Kudlou připraví smrtící past – na cestě, kudy má projíždět svatební průvod, zastaví a zmasakrují nevěstu, ženicha i jejich doprovod. Mezi oběťmi jsou Eliška, její otec a další svatebčané. Nakonec, v naprosté beznaději, Luka obrátí zbraň i proti svému druhovi a sám sobě. Když ostatní svatebčané dorazí na místo, naleznou devět mrtvých těl. Na památku této tragédie, která navždy připomíná sílu lásky i nenávisti, místní vztyčí devět křížů. Ty zůstávají tichými svědky temného příběhu, který se stal součástí historie Vysočiny.

## Obsazení hlavních rolí
| Rastislav Gajdoš nebo Milan Němec         | Rychtář Heřman |
| Libor Matouš nebo Ondřej Studénka         | Luka           |
| Jiří Mach nebo Petr Štěpán                | Kudla          |
| Kristýna Daňhelová nebo Svetlana Janotová | Eliška         |
| Alena Antalová nebo Lenka Bartolšicová    | Adléta         |
| Johana Gazdíková nebo Marta Matějová      | Dora           |
| Jonáš Florián nebo Ondřej Halámek         | Vavřinec       |
| Jiří Daniel nebo Tomáš Sagher             | Bavor          |
| Jan Apolenář nebo Oldřich Smysl           | Hrbatý         |